# Only by the Night
Only by the Night è il quarto album dei Kings of Leon. È stato pubblicato nel settembre 2008.Alla data del 05/03/2011 ha totalizzato 120 settimane nella US 200 Billboard.

## Premi
Only by the Night ha ricevuto una nomination come Best Rock Album ai 51° Grammy Awards, e con Sex on Fire due nomination come Miglior Performance Live e Miglior Canzone Rock, vincendo l'Award per la Migliore Performance Live.

## Tracce
1. Closer – 3:57
2. Crawl – 4:06
3. Sex on Fire – 3:23
4. Use Somebody – 3:50
5. Manhattan – 3:24
6. Revelry – 3:21
7. 17 – 3:05
8. Notion – 3:00
9. I Want You – 5:07
10. Be Somebody – 3:47
11. Cold Desert – 5:34

## Formazione
- Anthony Caleb Followill - voce, chitarra ritmica
- Cameron Matthew Followill - chitarra solista
- Michael Jared Followill - basso
- Ivan Nathaniel Followill - batteria, percussioni, cori